# William Birch (cầu thủ bóng đá)
William Birch (1887–1968) là một cầu thủ bóng đá người Anh, thi đấu cho Blackpool, Nottingham Forest, Reading, Grimsby Town,  Gainsborough Trinity và Rotherham County.